# Euryglossa nigrocaerulea
Euryglossa nigrocaerulea är en biart som beskrevs av Cockerell 1913. Euryglossa nigrocaerulea ingår i släktet Euryglossa och familjen korttungebin. Inga underarter finns listade i Catalogue of Life.

## Bildgalleri

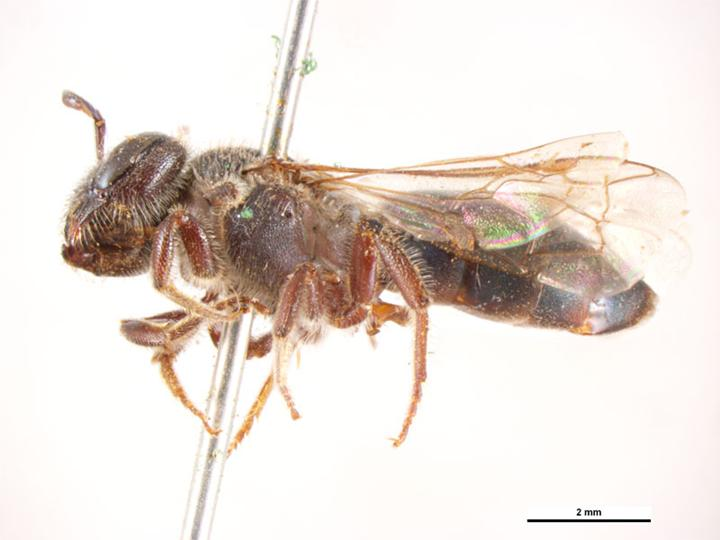
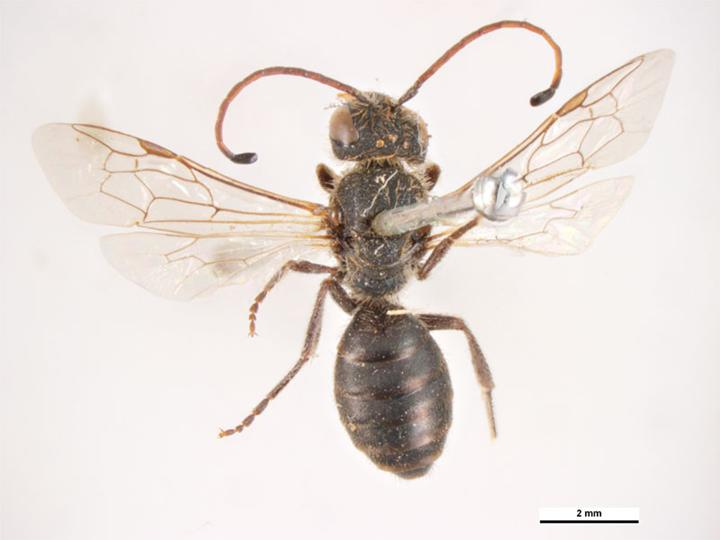